# -ol

Structura grupului funcțional hidroxil (-OH).

Sufixul –ol este folosit în chimia organică în principal pentru a forma denumiri ale compușilor organici care conțin grupul hidroxil (–OH), în special alcoolii. Sufixul a fost extras din cuvântul alcool.
Sufixul apare de asemenea în unele denumiri triviale cu referire la uleiuri (din latină oleum, ulei). Exemple în acest sens al sufixului includ fenol, eugenol, urushiol și mentol.

## Nomenclatură
Denumirile IUPAC al alcoolilor poate deriva din următoarele reguli:
1. Identifică cel mai lung lanț de carbon și numără fiecare atom de carbon. Numește alcanul de bază conform regulilor de nomenclatură organică.
2. Identifică grupul hidroxil și pe care atom de carbon se află. Pentru a fi alcool, grupul -OH trebuie să fie legat de un atom de carbon.
3. Folosește sufixul -ol pentru a indica pe care atom de carbon se află grupul alcool. Un lanț de trei atomi de carbon cu -OH pe al doilea atom de carbon ar fi propan-2-ol. Observă că, în unele cazuri, denumirile comune sunt mai potrivite.
4. Dacă -OH se află la capătul lanțului sau lanțul de carbon are doar 1 sau 2 atomi, nu folosi număr.
5. Folosește prefixele standard grecești pentru a numi moleculele cu două sau mai multe grupuri -OH (di- pentru 2, și așa mai departe).[1]

## Exemple
- Metanol
- Etanol
- Izopropanol
- Fenol
- Eritritol
- Glicol